# ناحیه دوور، شهرستان کندیوهی، مینه سوتا
ناحیه دوور (به انگلیسی: Dovre Township) یک منطقهٔ مسکونی در ایالات متحده آمریکا است که در شهرستان کندیوهای، مینه‌سوتا واقع شده‌است.
 ناحیه دوور ۸۹٫۲ کیلومتر مربع مساحت و ۱٬۹۶۸ نفر جمعیت دارد و ۳۶۲ متر بالاتر از سطح دریا واقع شده‌است.